# Jheronimus Bosch
Jheronimus Bosch ('s-Hertogenbosch, circa 1450 – aldaar begraven, 9 augustus 1516), postuum ook Jeroen Bosch of Hiëronymus Bosch genoemd, geboren als Jheronimus van Aken, was een Zuid-Nederlands kunstschilder behorend tot de Noordelijke renaissance.
Hij ging de geschiedenis in als 'den duvelmakere' (de schepper van duivels) en als schilder van satirische voorstellingen, maar hij is vooral van betekenis als vernieuwer van de beeldtraditie. Hij gaf op fantasievolle wijze invulling aan gangbare (religieuze) motieven en bedacht een reeks van nieuwe voorstellingen. Het gevolg hiervan is dat de precieze betekenis van een deel van zijn werk onbekend is gebleven. Hoewel hij al tijdens zijn leven een beroemd schilder was en hij opdrachten van het hertogelijk hof in Brussel kreeg, is er vrij weinig over hem bekend.
Tegenwoordig worden er ongeveer 25 schilderijen met zekerheid aan Bosch toegeschreven, samen met acht tekeningen. Zijn schilderijen werden veelvuldig geïmiteerd en gekopieerd. Een van zijn meest bekende werken is het drieluik De tuin der lusten.

## Leven
Hij was het vierde kind van de schilder Anthonis van Aken. Volgens Karel van Mander werd hij in 's-Hertogenbosch geboren. Zijn geboorte is echter niet gedocumenteerd. Mogelijk werd hij geboren in het huis van zijn grootvader, Jan van Aken, aan de Vughterstraat. Afgaande op de achternaam kwamen zijn voorouders uit de Duitse stad Aken. Nadere gegevens hierover ontbreken echter. De vroegst bekende voorouder van Jheronimus, zijn overgrootvader Thomas van Aken, wordt in 1404 voor het eerst vermeld in Nijmegen. Zijn grootvader trok kort voor 1427 van Nijmegen naar 's-Hertogenbosch.

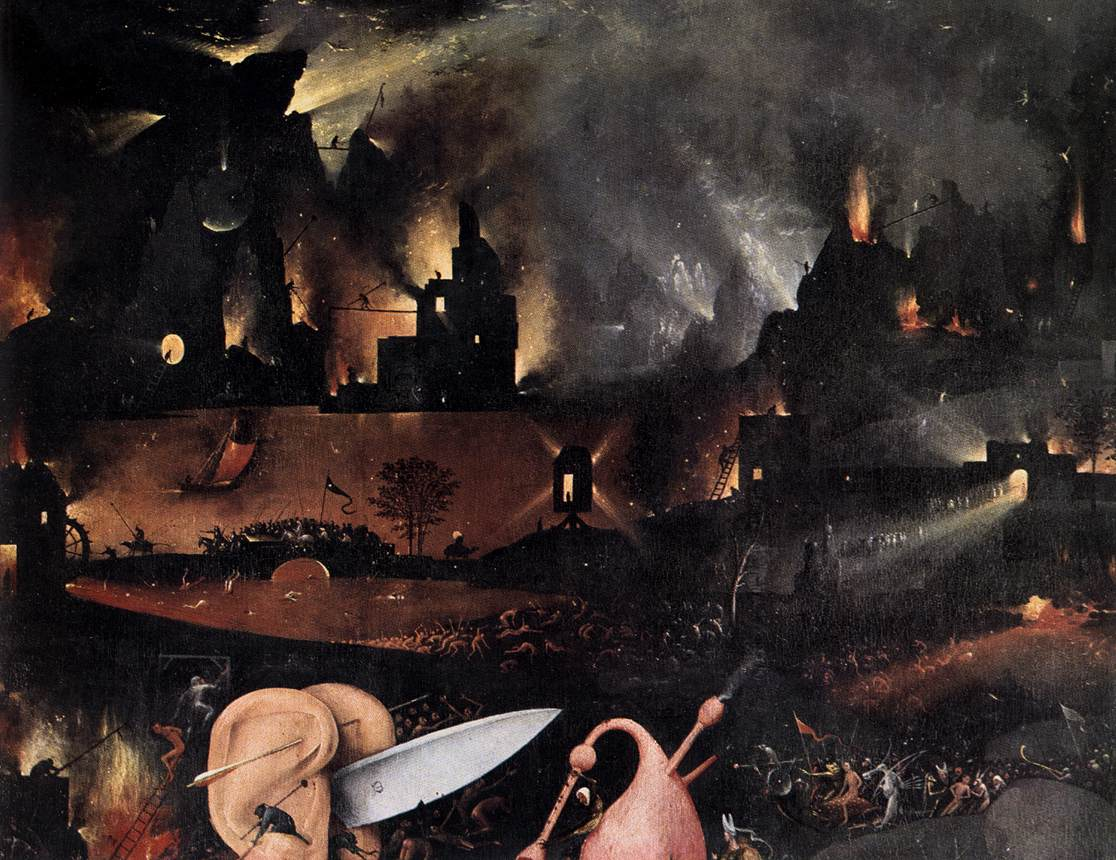
Stadsbrand in de hel. Een detail uit een beroemd schilderij van Bosch, De tuin der lusten

Toen Jheronimus geboren werd was de familie Van Aken in 's-Hertogenbosch een toonaangevende schildersfamilie. Vrijwel alle mannelijke familieleden en één vrouwelijk familielid van Jheronimus waren schilders, inclusief zijn oudste broer, Goessen. Hij groeide op in het huis dat zijn vader in 1462 aan de oostzijde van de Markt kocht en dat hij volgens de archivaris Jan Mosmans ‘In Sint Thoenis’ noemde. Een plaquette aan de buitenmuur van dit pand herinnert hieraan. Over zijn jeugd is verder niets bekend. In 1463 woedde er een grote brand in 's-Hertogenbosch, die Bosch als kind mogelijk heeft aanschouwd. Bij deze brand gingen 4000 huizen in vlammen op. In het latere werk van Bosch komen vaak stadsbranden voor.
|                               |                               |                               |                               | Thomas van Aken ca. 1355-1404/1411 |                                    |                                    |                                    |                                    |                                    |                                |                                |                                |                                |                                 |                                 |                                    |                                    |                                    |                                    |                                    |                                    |  |  |                                               |                                               |                                               |                                               |                                               |                                               |  |  |  |  |  |  |  |  |  |  |  |  |  |  |  |  |  |  |  |  |  |  |  |  |
|                               |                               |                               |                               |                                    |                                    |                                    |                                    |                                    |                                    |                                |                                |                                |                                |                                 |                                 |                                    |                                    |                                    |                                    |                                    |                                    |  |  |                                               |                                               |                                               |                                               |                                               |                                               |  |  |  |  |  |  |  |  |  |  |  |  |  |  |  |  |  |  |  |  |  |  |  |  |
|                               |                               |                               |                               |                                    |                                    |                                    |                                    |                                    |                                    |                                |                                |                                |                                |                                 |                                 |                                    |                                    |                                    |                                    |                                    |                                    |  |  |                                               |                                               |                                               |                                               |                                               |                                               |  |  |  |  |  |  |  |  |  |  |  |  |  |  |  |  |  |  |  |  |  |  |  |  |
| Thomas van Aken † voor 1411   | Thomas van Aken † voor 1411   | Thomas van Aken † voor 1411   | Thomas van Aken † voor 1411   | Thomas van Aken † voor 1411        | Thomas van Aken † voor 1411        |                                    |                                    | Jan van Aken ca. 1380-1454         | Jan van Aken ca. 1380-1454         | Jan van Aken ca. 1380-1454     | Jan van Aken ca. 1380-1454     | Jan van Aken ca. 1380-1454     | Jan van Aken ca. 1380-1454     |                                 |                                 |                                    |                                    |                                    |                                    |                                    |                                    |  |  |                                               |                                               |                                               |                                               |                                               |                                               |  |  |  |  |  |  |  |  |  |  |  |  |  |  |  |  |  |  |  |  |  |  |  |  |
| Thomas van Aken † voor 1411   | Thomas van Aken † voor 1411   | Thomas van Aken † voor 1411   | Thomas van Aken † voor 1411   | Thomas van Aken † voor 1411        | Thomas van Aken † voor 1411        |                                    |                                    | Jan van Aken ca. 1380-1454         | Jan van Aken ca. 1380-1454         | Jan van Aken ca. 1380-1454     | Jan van Aken ca. 1380-1454     | Jan van Aken ca. 1380-1454     | Jan van Aken ca. 1380-1454     |                                 |                                 |                                    |                                    |                                    |                                    |                                    |                                    |  |  |                                               |                                               |                                               |                                               |                                               |                                               |  |  |  |  |  |  |  |  |  |  |  |  |  |  |  |  |  |  |  |  |  |  |  |  |
|                               |                               |                               |                               |                                    |                                    |                                    |                                    |                                    |                                    |                                |                                |                                |                                |                                 |                                 |                                    |                                    |                                    |                                    |                                    |                                    |  |  |                                               |                                               |                                               |                                               |                                               |                                               |  |  |  |  |  |  |  |  |  |  |  |  |  |  |  |  |  |  |  |  |  |  |  |  |
| Thomas van Aken ca. 1407-1462 | Thomas van Aken ca. 1407-1462 | Thomas van Aken ca. 1407-1462 | Thomas van Aken ca. 1407-1462 | Thomas van Aken ca. 1407-1462      | Thomas van Aken ca. 1407-1462      |                                    |                                    | Jan van Aken ca. 1413-1471 (?)     | Jan van Aken ca. 1413-1471 (?)     | Jan van Aken ca. 1413-1471 (?) | Jan van Aken ca. 1413-1471 (?) | Jan van Aken ca. 1413-1471 (?) | Jan van Aken ca. 1413-1471 (?) |                                 |                                 | Goessen van Aken ca. 1418-1467     | Goessen van Aken ca. 1418-1467     | Goessen van Aken ca. 1418-1467     | Goessen van Aken ca. 1418-1467     | Goessen van Aken ca. 1418-1467     | Goessen van Aken ca. 1418-1467     |  |  | Anthonis van Aken ca. 1420-1478               | Anthonis van Aken ca. 1420-1478               | Anthonis van Aken ca. 1420-1478               | Anthonis van Aken ca. 1420-1478               | Anthonis van Aken ca. 1420-1478               | Anthonis van Aken ca. 1420-1478               |  |  |  |  |  |  |  |  |  |  |  |  |  |  |  |  |  |  |  |  |  |  |  |  |
| Thomas van Aken ca. 1407-1462 | Thomas van Aken ca. 1407-1462 | Thomas van Aken ca. 1407-1462 | Thomas van Aken ca. 1407-1462 | Thomas van Aken ca. 1407-1462      | Thomas van Aken ca. 1407-1462      |                                    |                                    | Jan van Aken ca. 1413-1471 (?)     | Jan van Aken ca. 1413-1471 (?)     | Jan van Aken ca. 1413-1471 (?) | Jan van Aken ca. 1413-1471 (?) | Jan van Aken ca. 1413-1471 (?) | Jan van Aken ca. 1413-1471 (?) |                                 |                                 | Goessen van Aken ca. 1418-1467     | Goessen van Aken ca. 1418-1467     | Goessen van Aken ca. 1418-1467     | Goessen van Aken ca. 1418-1467     | Goessen van Aken ca. 1418-1467     | Goessen van Aken ca. 1418-1467     |  |  | Anthonis van Aken ca. 1420-1478               | Anthonis van Aken ca. 1420-1478               | Anthonis van Aken ca. 1420-1478               | Anthonis van Aken ca. 1420-1478               | Anthonis van Aken ca. 1420-1478               | Anthonis van Aken ca. 1420-1478               |  |  |  |  |  |  |  |  |  |  |  |  |  |  |  |  |  |  |  |  |  |  |  |  |
|                               |                               |                               |                               |                                    |                                    |                                    |                                    |                                    |                                    |                                |                                |                                |                                |                                 |                                 |                                    |                                    |                                    |                                    |                                    |                                    |  |  |                                               |                                               |                                               |                                               |                                               |                                               |  |  |  |  |  |  |  |  |  |  |  |  |  |  |  |  |  |  |  |  |  |  |  |  |
|                               |                               |                               |                               | Katelijn Priem (ca. 1450-ca. 1524) | Katelijn Priem (ca. 1450-ca. 1524) | Katelijn Priem (ca. 1450-ca. 1524) | Katelijn Priem (ca. 1450-ca. 1524) | Katelijn Priem (ca. 1450-ca. 1524) | Katelijn Priem (ca. 1450-ca. 1524) |                                |                                |                                |                                |                                 |                                 | Goessen van Aken ca. 1440-ca. 1497 | Goessen van Aken ca. 1440-ca. 1497 | Goessen van Aken ca. 1440-ca. 1497 | Goessen van Aken ca. 1440-ca. 1497 | Goessen van Aken ca. 1440-ca. 1497 | Goessen van Aken ca. 1440-ca. 1497 |  |  | Jheronimus van Aken alias Bosch ca. 1450-1516 | Jheronimus van Aken alias Bosch ca. 1450-1516 | Jheronimus van Aken alias Bosch ca. 1450-1516 | Jheronimus van Aken alias Bosch ca. 1450-1516 | Jheronimus van Aken alias Bosch ca. 1450-1516 | Jheronimus van Aken alias Bosch ca. 1450-1516 |  |  |  |  |  |  |  |  |  |  |  |  |  |  |  |  |  |  |  |  |  |  |  |  |
|                               |                               |                               |                               | Katelijn Priem (ca. 1450-ca. 1524) | Katelijn Priem (ca. 1450-ca. 1524) | Katelijn Priem (ca. 1450-ca. 1524) | Katelijn Priem (ca. 1450-ca. 1524) | Katelijn Priem (ca. 1450-ca. 1524) | Katelijn Priem (ca. 1450-ca. 1524) |                                |                                |                                |                                |                                 |                                 | Goessen van Aken ca. 1440-ca. 1497 | Goessen van Aken ca. 1440-ca. 1497 | Goessen van Aken ca. 1440-ca. 1497 | Goessen van Aken ca. 1440-ca. 1497 | Goessen van Aken ca. 1440-ca. 1497 | Goessen van Aken ca. 1440-ca. 1497 |  |  | Jheronimus van Aken alias Bosch ca. 1450-1516 | Jheronimus van Aken alias Bosch ca. 1450-1516 | Jheronimus van Aken alias Bosch ca. 1450-1516 | Jheronimus van Aken alias Bosch ca. 1450-1516 | Jheronimus van Aken alias Bosch ca. 1450-1516 | Jheronimus van Aken alias Bosch ca. 1450-1516 |  |  |  |  |  |  |  |  |  |  |  |  |  |  |  |  |  |  |  |  |  |  |  |  |
|                               |                               |                               |                               |                                    |                                    |                                    |                                    |                                    |                                    |                                |                                |                                |                                |                                 |                                 |                                    |                                    |                                    |                                    |                                    |                                    |  |  |                                               |                                               |                                               |                                               |                                               |                                               |  |  |  |  |  |  |  |  |  |  |  |  |  |  |  |  |  |  |  |  |  |  |  |  |
|                               |                               |                               |                               |                                    |                                    |                                    |                                    |                                    |                                    |                                |                                |                                |                                |                                 |                                 |                                    |                                    |                                    |                                    |                                    |                                    |  |  |                                               |                                               |                                               |                                               |                                               |                                               |  |  |  |  |  |  |  |  |  |  |  |  |  |  |  |  |  |  |  |  |  |  |  |  |
|                               |                               |                               |                               |                                    |                                    | Jan van Aken ca. 1470-1537         | Jan van Aken ca. 1470-1537         | Jan van Aken ca. 1470-1537         | Jan van Aken ca. 1470-1537         | Jan van Aken ca. 1470-1537     | Jan van Aken ca. 1470-1537     |                                |                                | Anthonis van Aken ca. 1478-1516 | Anthonis van Aken ca. 1478-1516 | Anthonis van Aken ca. 1478-1516    | Anthonis van Aken ca. 1478-1516    | Anthonis van Aken ca. 1478-1516    | Anthonis van Aken ca. 1478-1516    |                                    |                                    |  |  |                                               |                                               |                                               |                                               |                                               |                                               |  |  |  |  |  |  |  |  |  |  |  |  |  |  |  |  |  |  |  |  |  |  |  |  |

### Opleiding
Aangenomen wordt dat Jheronimus Bosch opgeleid werd in het atelier van zijn vader in 's-Hertogenbosch. Toen Bosch opgroeide was er in 's-Hertogenbosch sprake van een bescheiden en niet erg vernieuwingsgezinde, lokale kunsttraditie. In een enkel geval is de Bossche invloed ook daadwerkelijk merkbaar in zijn werk. Zo is zijn Calvarie met schenker gebaseerd op een fresco uit 1444 in de Sint-Jan, dat in verband wordt gebracht met zijn grootvader, Jan van Aken. Er zijn aanwijzingen dat Bosch daarna een vervolgopleiding volgde al dan niet buiten 's-Hertogenbosch. Jheronimus Bosch wordt op 26 juli 1474 voor het eerst in een document genoemd: dan leent Bosch samen met zijn vader een vrij groot bedrag zonder daar een directe aanleiding voor te hebben, zoals trouwplannen of een verhuizing. Ook ontbreekt zijn naam na die datum zo’n 6 à 7 jaar in de Bossche archieven.

### Familieatelier Van Aken

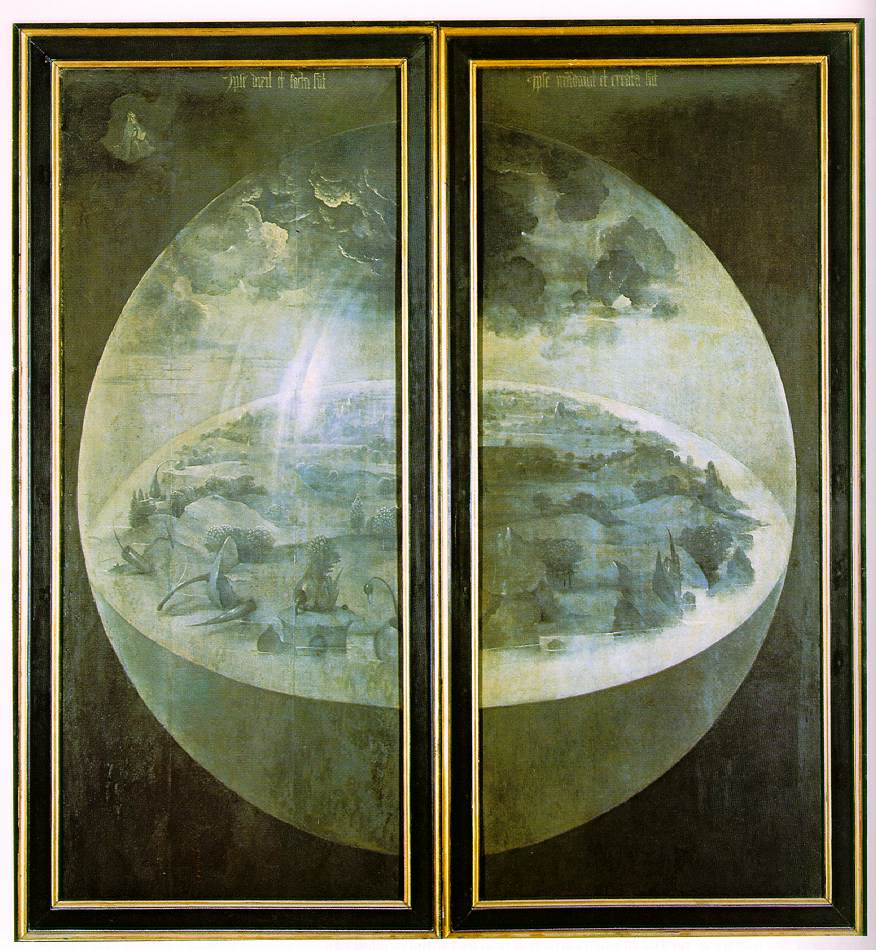
Jheronimus Bosch. De tuin der lusten, buitenzijde. Ca. 1480-1490. Madrid, Prado.

In het boekjaar 1480-1481 wordt Bosch in een rekening ‘Jeroen die maelre’ genoemd, dus was hij uiterlijk op dat moment zijn loopbaan begonnen. Twee jaar daarvoor, in 1478, overleed zijn vader. Mogelijk zetten Jheronimus en zijn broer Goessen het familieatelier voort. Dit atelier was gevestigd ‘In Sint Thoenis’, dat zeker tot 1523 in het bezit van de familie Van Aken was. Na Goessens overlijden, tussen 1495 en 1499, bleef zijn weduwe Katelijn Priem (overl. tussen 1523 en 1526) ‘In Sint Thoenis’ wonen. Ook Katelijn en haar zoon Anthonis (overl. 1516) waren schilders, wat doet vermoeden dat zij het familieatelier voortzetten.
Een van de eerste werkstukken van de gebroeders Van Aken is mogelijk een verloren gegaan retabel voor het hoofdaltaar van de toenmalige Sint-Janskerk met als onderwerp de Schepping van de Wereld. Op 30 juni 1481 beloofde Goessen, dat hij tussen die datum en aanstaande Bamis (1 oktober) twee vleugels voor het hoogaltaar van de Sint-Janskerk zou beschilderen. Veel later, in 1610, wordt dit altaarstuk in Jean-Baptiste Gramayes Taxandia omschreven als ‘opus creationis hexameron mundi’ (het werk van de schepping van de wereld in zes dagen). Bovendien wordt het daar niet als werk van Goessen van Aken genoemd, maar als dat van Jheronimus Bosch. Deze Schepping van de Wereld wordt tegenwoordig in verband gebracht met De tuin der lusten, dat aan de buitenzijde hetzelfde onderwerp bevat. Hieruit zou kunnen worden afgeleid dat Bosch de hem zo kenmerkende manier van schilderen al vrij vroeg ontwikkelde binnen de context van een familieatelier.

### Huwelijk
Op 15 juni 1481 blijkt Bosch getrouwd te zijn met Aleid van de Meervenne (ca. 1452/1453-1522/1523), een telg uit de Oirschotse patriciërsfamilie Van den Meervenne. Met dit huwelijk trouwde Bosch boven zijn stand, zowel in financieel opzicht – zijn vrouw bezat een huis en wat landerijen – als in intellectueel opzicht – zo had Aleid een zwager die in Keulen gestudeerd had. Dit betekende echter niet dat Bosch nu een rijk man was. In het begin van hun huwelijk moest zijn vrouw zelfs een deel van haar landerijen verkopen om rond te komen. Pas in 1487 ging het zo goed, dat Bosch in staat was om zelf geld uit te lenen. Van de overgebleven landerijen, waaronder het leengoed Roedeken in Oirschot, kon het echtpaar comfortabel leven. Toch is hij nooit rijk geworden. Na zijn dood liet hij – voor zover bekend – niet veel na.

### Eigen schildersatelier
Via zijn huwelijk kwam hij in het bezit van het prestigieuze huis Inden Salvatoer, aan de noordzijde van de Markt, vlak bij het stadhuis. Waarschijnlijk stichtte Bosch hier een nieuw atelier. Het bood in ieder geval de ideale omstandigheden voor een schilder: de levendigheid van de markt aan de zuidzijde en stilte en het juiste licht om in te werken aan de noordzijde. Bovendien deed Bosch op 3 januari 1481 afstand van zijn deel van het ouderlijk huis ten gunste van zijn broer Goessen, nadat zijn broer Jan en zus Herbertke hetzelfde hadden gedaan.
Hoe Bosch’ atelier precies georganiseerd was, is niet duidelijk. Volgens een van de eerste biografen van Bosch, Felipe de Guevara, had hij een leerling die bijna even getalenteerd was als zijn meester en aan wie hij de Zeven Hoofdzonden toeschreef. Mogelijk was deze leerling identiek aan de Brusselse schilder Gielis Panhedel, die omstreeks 1522 in de stijl van Bosch twee zijvleugels van het Mariaretabel van de Lieve Vrouwe-Broederschap in de Sint Jan schilderde. Dat Bosch leerlingen c.q. assistenten had, is vrijwel zeker. In 1503-1504 wordt melding gemaakt van meerdere ‘Jheronimus knechten’.

### ‘Meester Jheronimus’
Bosch' eigenlijke familienaam was dus Van Aken. Vanaf omstreeks 1490 signeerde hij zijn werk echter met ‘Jheronimus Bosch’. In 1504 wordt hij voor het eerst onder die naam vermeld in de hertogelijke boekhouding, namelijk als ‘Jeronimus Van aeken dit bosch paintre dem[eurant] au bois le duc’ (Jheronimus van Aken, genaamd Bosch, schilder, wonend te 's-Hertogenbosch). en in 1510 in 's-Hertogenbosch als ‘Jheronimus van Aken [...] die hem selver scrift Jheronimus Bosch’. Het aannemen van de artiestennaam Bosch is een aanwijzing dat hij op dat moment buiten 's-Hertogenbosch bekend was, maar het zou er ook op kunnen wijzen dat hij enige tijd in een vreemde stad heeft gewoond. Opvallend is dat Bosch pas na zijn dood – in 1545-1546 – als meester vermeld wordt, terwijl zijn veel onbekendere broer in 1493 wel zo genoemd wordt.

### Illustre Lieve Vrouwe Broederschap
In 1486-1487 trad hij toe tot de Illustre Lieve Vrouwe Broederschap, een voornaam religieus broederschap in 's-Hertogenbosch. In 1488 werd hij benoemd tot gezworen broeder van deze broederschap, wat betekent dat hij opgenomen was in de geestelijke stand – zij het in de laagste rang. Via de broederschap verwierf Bosch een aantal opdrachten, zoals de ‘deuren van der tafelen staende opt Onser liever Vrouwen autair' (luiken van het retabel staande op het Onze-Lieve-Vrouwe-altaar), die tegenwoordig in verband worden gebracht met de werken Johannes de Doper en Johannes de Evangelist. De twee luiken schilderde Jheronimus kort na 1489. Ze waren bestemd voor een retabel, dat de Utrechtse beeldsnijder Adriaen van Wesel in 1478 had vervaardigd.
Op het rechterpaneel zou hij zich, prominent boven zijn handtekening, als koorduivel hebben afgebeeld, een demon die alle zonden van de mens noteert en ze op de Dag des oordeels tegen hem zal gebruiken. Bewijs hiervoor ontbreekt, maar het is zeer van toepassing op Bosch, die veel misstanden die hij om zich heen zag, opnam in zijn werk. In 1493 of 1494 ontwierp hij een glas-in-loodraam voor de kapel van de Onze-Lieve-Vrouwebroederschap in de Sint-Jan, dat door de glazenier Willem Lombart werd uitgevoerd.

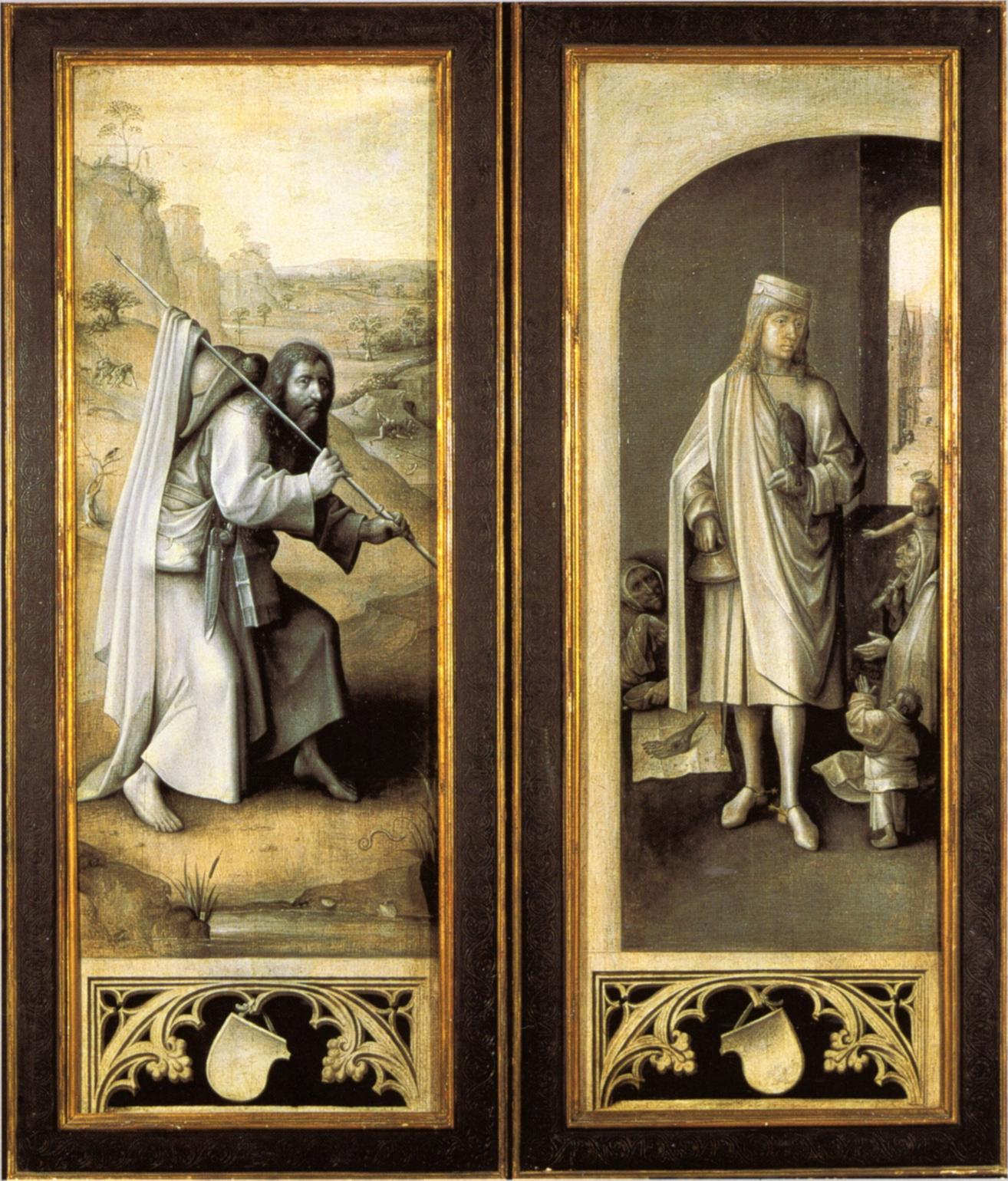
Jheronimus Bosch. Laatste Oordeel, buitenzijde. 1476-1516. Wenen, Akademie der bildenden Künste Wien.

### ‘Seer vermaerd schilder’
Jheronimus schilderde voor de Sint-Janskerk een voorstelling van de schepping van de wereld en een retabel met vier taferelen uit het leven van Esther en Judith (verdwenen). Jheronimus kreeg kerkelijke opdrachten en heel wat bestellingen van de stedelijke burgerij. Leden van de Nederlandse hoge adel behoorden tot zijn mecenassen. Hendrik III van Nassau, de oom van Willem van Oranje, was mogelijk de opdrachtgever van De tuin der lusten. Volgens kunsthistoricus Bernard Vermet is het op basis van stilistische kenmerken en de dendrochronologische datering van de panelen waarop De tuin der lusten is geschilderd echter waarschijnlijker dat Hendriks oom Engelbrecht II de opdrachtgever was.
Vlak voor 1504 ontving hij van Filips de Schone de opdracht een altaarstuk te schilderen met als onderwerp le Jugement de Dieu (het Laatste Oordeel). Het gaat hier om een 248 bij 303 cm groot drieluik met als voorstelling de Dag des oordeels. De hertog betaalde Bosch een voorschot van 36 pond, maar het is niet bekend of het werk ook daadwerkelijk is opgeleverd. Het is niet onmogelijk dat het Laatste Oordeel-drieluik in Wenen een verkleinde kopie van dit werk is, al is het maar vanwege de heiligen Jakobus de Meerdere en Bavo, de patroonheiligen van Castilië en de Nederlanden, de belangrijkste erflanden van Filips de Schone, aan de buitenzijde. Jheronimus schilderde voor Filips de Schone ook een Sint-Anthoniustriptiek.
Dat Bosch een geliefde schilder was aan het hof in de bestuurlijke hoofdstad Mechelen, blijkt ook uit de vermelding in een inventaris uit 1516 van landvoogdes Margaretha van Oostenrijk van een Verzoeking van de heilige Antonius, die zij mogelijk bij Bosch had besteld. Verder sierde De tuin der lusten eens de Grote Zaal in het paleis van de graven van Nassau in Brussel en bezat de weduwe van een van deze graven, Mencía de Mendoza, een drieluik van een navolger van Bosch, dat lange tijd opgesteld stond in haar grafkapel in de Spaanse stad Valencia (zie Passie-drieluik).

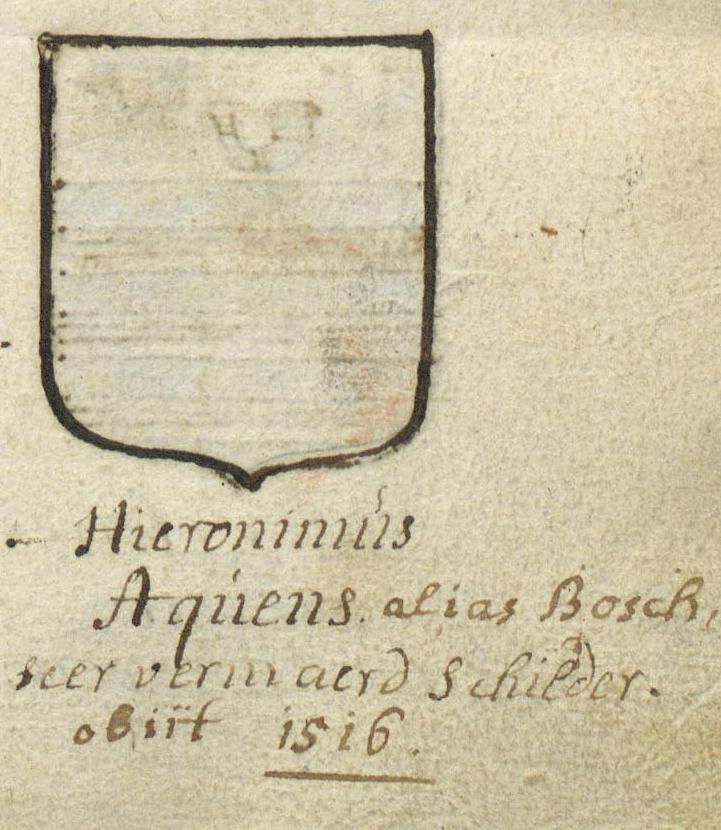
Vermelding van Bosch in het wapenboek van de Illustre Lieve Vrouwe Broederschap. Ca. 1742.

Maar Bosch’ faam reikte tot ver buiten de grenzen van het hertogdom Brabant. In Venetië, bijvoorbeeld, bevond zich in de verzameling van kardinaal Domenico Grimani werk van Bosch. Ook bevinden zich in die stad het Heremieten-drieluik en het Drieluik van de gekruisigde martelares. Vanwege deze concentratie van door Bosch geschilderde werken in Venetië en omdat de figuren op een van deze werken Italiaanse kleding dragen, hebben sommige auteurs gesuggereerd dat Bosch hier enige tijd heeft doorgebracht.
Bosch overleed in 1516. Op 9 augustus van dat jaar vond ter ere van hem een ‘exequie’ (uitvaartmis) plaats, gevierd door de deken van de Broederschap, Willem Hameker, een sub-diaken, verschillende priesters en zangers, die allen betaald werden door vrienden van Bosch. Hij werd op het Sint-Janskerkhof begraven op het gedeelte waar de rijken lagen. Het is niet bekend waaraan hij stierf, maar in 1515-1516 doet een lokale kroniekschrijver melding van een vrij ernstige uitbraak van pleuritis, waar ‘menich mens af storft’ (menig mens aan stierf). In een wapenboek van genoemde broederschap wordt hij vermeld als ‘Hieronimus Aquens, alias Bosch, seer vermaerd schilder, obiit 1516’.

## Portretten
Van Jheronimus Bosch bestaan niet meer dan drie portretten, die allemaal na zijn dood tot stand kwamen. Men gaat er tegenwoordig van uit dat het portret afkomstig uit het Recueil d'Arras uit omstreeks 1550 en de in 1572 uitgegeven gravure van Hieronymus Cock teruggaan op een verloren gegaan portret of zelfportret. Daarnaast bestaat er een ongedateerd olieverfpaneel dat Bosch op veertigjarige leeftijd voor zou stellen, maar ook hiervan ontbreekt een origineel. Het in 1929 gemaakte en in 1930 onthulde Standbeeld Jeroen Bosch van de beeldhouwer August Falise op de Markt in 's-Hertogenbosch is gebaseerd op het portret uit het Recueil d'Arras.

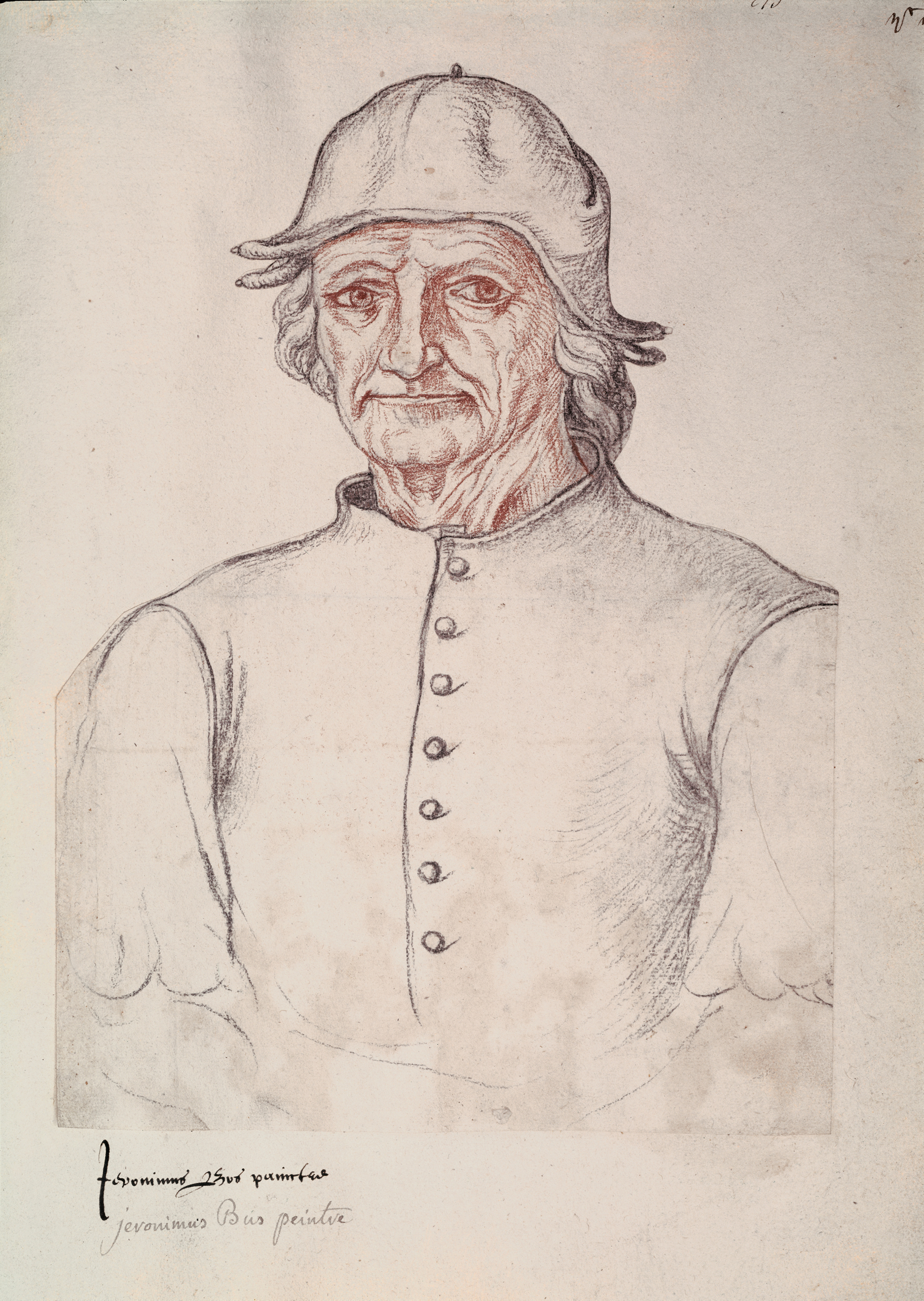
Anoniem. Jheronimus Bosch. Ca. 1550. Arras, Bibliothèque Municipale.
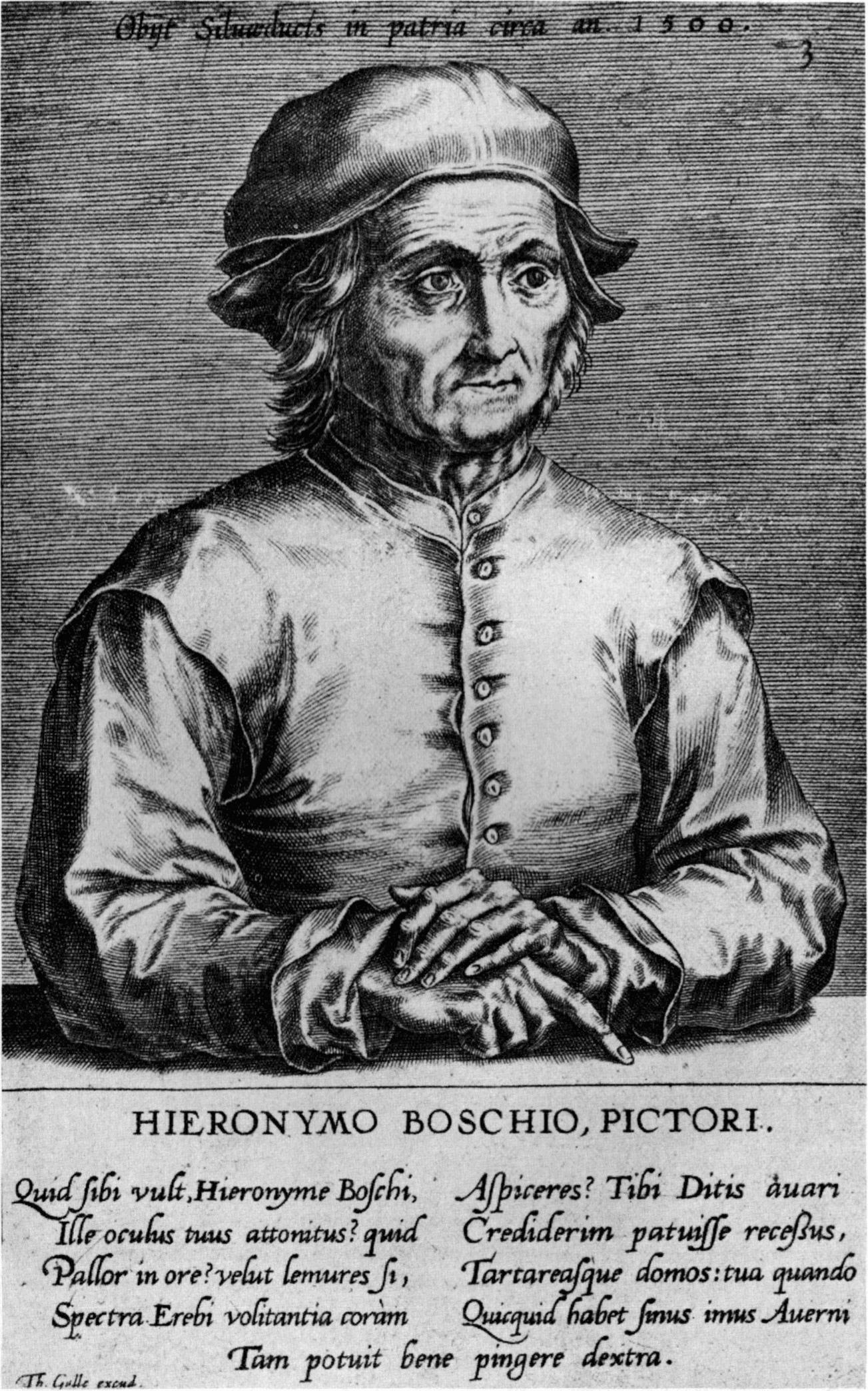
Hieronymus Cock. Jheronimus Bosch. 1572 (publicatie). Gravure.
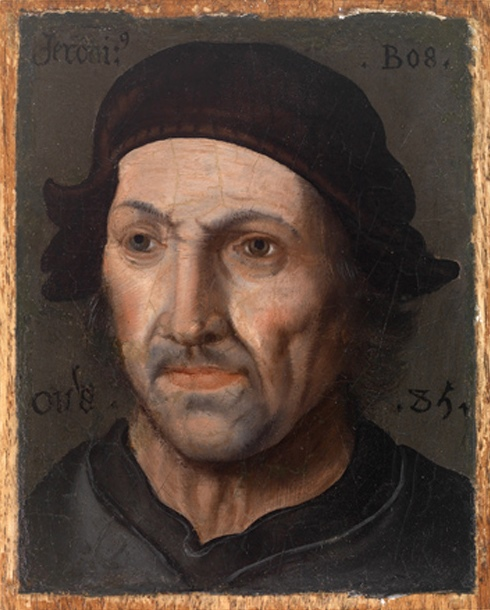
Anoniem. Jheronimus Bosch. 16e eeuw (?). Amherst, Mead Art Museum.

## Het mysterie Bosch
Slechts een klein aantal werken kan met zekerheid aan Bosch toegeschreven worden. Daarnaast zijn er talloze werken waarvan de echtheid betwist wordt of waarvan men vermoedt dat het om een kopie naar een al dan niet verloren gegaan werk van Bosch gaat. Het hoofdthema van het grootste deel van deze schilderijen is bekend. Zo zijn de Kruisdraging, het Driekoningen-drieluik en het drieluik Zondvloed en hel ontleend aan de Bijbel, de Heilige Hiëronymus, de Heilige Christoforus en het Antonius-drieluik aan heiligenverhalen en hebben De dood van een vrek, Het narrenschip, De keisnijding en het Hooiwagen-drieluik een moralistische boodschap. Alleen over de betekenis van De tuin der lusten en het Drieluik van de gekruisigde martelares lopen de meningen nog steeds sterk uiteen. Maar het zijn vooral de afzonderlijke taferelen en figuren binnen deze voorstellingen, die zich moeilijk laten verklaren, bijvoorbeeld de demon rechtsonder op Johannes de Evangelist op Patmos of de mysterieuze ‘vierde koning’ op het Driekoningen-drieluik.

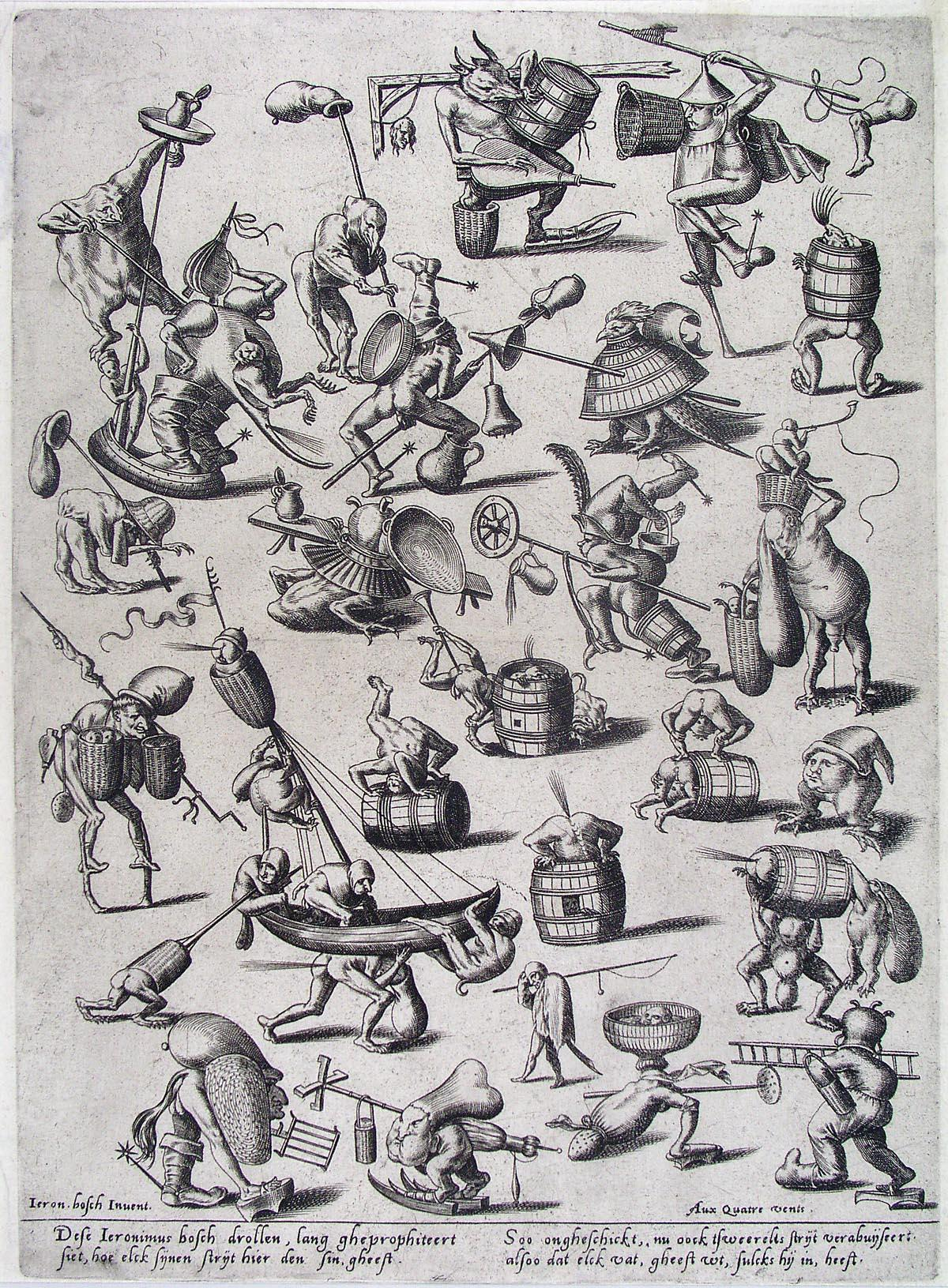
Anoniem (naar Jheronimus Bosch?). ‘Ieronimus bosch drollen’. Gravure. Rotterdam, Prentenkabinet van Museum Boijmans Van Beuningen.

Bij het interpreteren van het werk van Bosch doen zich de volgende problemen voor. De beeldtaal van Bosch is plaats- en tijdgebonden. Veel symbolen, toespelingen of teksten waar hij mogelijk naar verwijst zijn verloren gegaan of zijn slechts indirect te achterhalen. Bovendien komt de beeldtaal uit Bosch’ tijd op de 21e-eeuwse mens vaak over als vergezocht.
De eerste Bosch-auteurs hadden hier al moeite mee. Zo werd hij door de schrijver Lodovico Guicciardini gereduceerd tot ‘inventore nobilissimo miravigliose di cose fantastiche bizzare’ (edelste en wonderlijke uitvinder van fantastische bizarre zaken) en omschreef hij het werk van Bosch als bestaande uit ‘vreemde drollen ende seltsame grillen’ (vreemde grappen en bijzondere grillen).
Dit eenzijdige beeld van Bosch werd mede veroorzaakt door het grote aantal navolgers, imitators en kopiisten. Deze navolgers legden de nadruk op zijn monsters en demonen en zochten daarbij niet zelden de grenzen van het natuurlijke op. De eerste verzamelaar van het werk van Bosch, de Spaanse humanist Felipe de Guevara, beklaagde zich over de vele imitaties die hem werden aangeboden en die men in rookkanalen hing om ze er ouder uit te laten zien.
De Spaanse koning Filips II was een groot liefhebber van de schilder. Eind 16e eeuw werd Bosch echter in Spanje, vanwege zijn ‘duvelriën’ en mogelijk vooral door zijn land van herkomst, van ketterij verdacht. De bibliothecaris van het Escorial, José de Sigüenza, nam het echter voor Bosch op. Hij schreef in 1605 dat zijn schilderijen beschouwd moeten worden als ‘boeken van wijsheid en kunst, en als er “onwijze” zaken te zien zijn, dan is het ónze onwijsheid, niet de zijne’.
In de 20e eeuw verschenen de eerste wetenschappelijke studies naar Bosch. De eerste Bosch-auteurs wisten zich echter weinig raad met de ingewikkelde en persoonlijke beeldtaal van Bosch; zo hield de Duitse kunsthistoricus Max Friedländer zich opvallend op de vlakte en schreef de eveneens Duitse kunsthistoricus Erwin Panofsky:

This, too high for my wit, I prefer to omit.(Dit gaat ver boven mijn pet en laat ik liever onverlet.)
— Erwin Panofsky

In de jaren 30 werd onder invloed van de psychoanalyse gedacht dat Bosch krankzinnig was of dat hij op zijn minst geobsedeerd zou zijn door zonde en schuld. Ook vermoedde men in dit verband dat Bosch door middel van droombeelden via het onderbewustzijn van de toeschouwer een beroep probeerde te doen op zijn of haar moraal.
De Duitse kunsthistoricus Wilhelm Fraenger publiceerde in 1947 het idee dat Bosch lid was van de adamieten. In samenwerking met deze sekte, die aan naaktloperij, vrije liefde en polygamie deed, zou Bosch De tuin der lusten geschilderd hebben, die volgens Fraenger dan ook beter de Tuin der liefde genoemd zou moeten worden. De adamieten waren echter een eeuw voor Bosch actief in Brussel en de meest oppervlakkige analyse van de Tuin der lusten leert dat de schilder hier iedere vorm van vrije liefde juist op subtiele wijze afwijst. Deze hypothese werd dus snel weerlegd door kunsthistorici, maar had een langdurig Nachleben in populaire publicaties. Het beeld van auteurs als Charles de Tolnay en Ludwig von Baldass, die Bosch neerzetten als religieuze moralist en satiricus, bleven echter gangbaar.
De tegenpool van Fraenger was de neerlandicus Dirk Bax, die de beeldtaal van Bosch in zijn proefschrift Ontcijfering van Jeroen Bosch uit 1949 verklaarde vanuit de literatuur, folklore en cultuurgeschiedenis van de Nederlanden. In zijn voetspoor traden de kunsthistorici Roger-Henri Marijnissen en Paul Vandenbroeck en de neerlandicus Eric de Bruyn.
In de jaren zestig vroeg men zich af of hij als hij schilderde gedrogeerd geweest zou kunnen zijn. De ongebreidelde fantasie van Bosch doet de toeschouwer zich inderdaad afvragen waar hij het allemaal vandaan haalt. Niet alle schilders die aan het eind van de middeleeuwen leefden, hadden immers een dergelijk gruwelijke beeldtaal.

Jheronimus Bosch. Heremieten-drieluik. 1490-1499. Venetië, Dogepaleis.

Tegenwoordig gaat men ervan uit dat Bosch vrijwel uitsluitend in opdracht werkte en dat zijn opdrachtgevers tot de burgerlijke elite behoorden. Veel thema’s uit Bosch’ werk hebben betrekking op zaken waar de gegoede burgerij zich mee bezighield, of waar ze zich aan stoorde, zoals losbandigheid (Allegorie op de gulzigheid en Het narrenschip), bedrog (De keisnijding en De goochelaar), luiheid (Spotprent op de luiheid) en bedelarij (Sint-Maarten in de haven). In een alleen in prentvorm bewaard gebleven werk van Bosch, de Hekeling van krijgslieden en pretmakende armoezaaiers, wordt niet alleen gemeen volk aan de kaak gesteld, maar ook (indirect) de heersende klasse, die een constante bedreiging vormde voor de burgerij.
Ook wordt Bosch in verband gebracht met de Moderne Devotie. Deze toen nieuwe richting binnen het katholicisme predikte de navolging van het leven van Christus buiten de kerk om, bij voorkeur in broederschappen als de Onze-Lieve-Vrouwebroederschap. De Moderne Devotie was een reactie op de corruptie binnen de Kerk en kenmerkte zich door een persoonlijke geloofsbelijdenis en praktische levenswijsheid. Dat Bosch een aanhanger van deze stroming zou zijn, blijkt o.a. uit de vaak in zijn werk terugkerende hekeling van zowel hoge als lage geestelijken (zoals op het middenpaneel van het Hooiwagen-drieluik) en zijn vernieuwingsdrang en toepassing van tot dan toe in de schilderkunst onbekende (literaire) motieven (zoals in De tuin der lusten).
Bosch had bovendien een voorliefde voor kluizenaars (zie bijvoorbeeld het Heremieten-drieluik en de Heilige Hiëronymus). Deze vroeg-christelijke heiligen, met hun vrome en ascetische levenswijze, zijn waarschijnlijk voorbeelden van een nieuw levensideaal: de nieuwe asceet. Ook dit ideaal hangt samen met de Moderne Devotie. In de geest van de Broeders van het Gemene Leven wil de nieuwe asceet ‘godvruchtig leven en werken binnen de wereld’.

## Invloeden

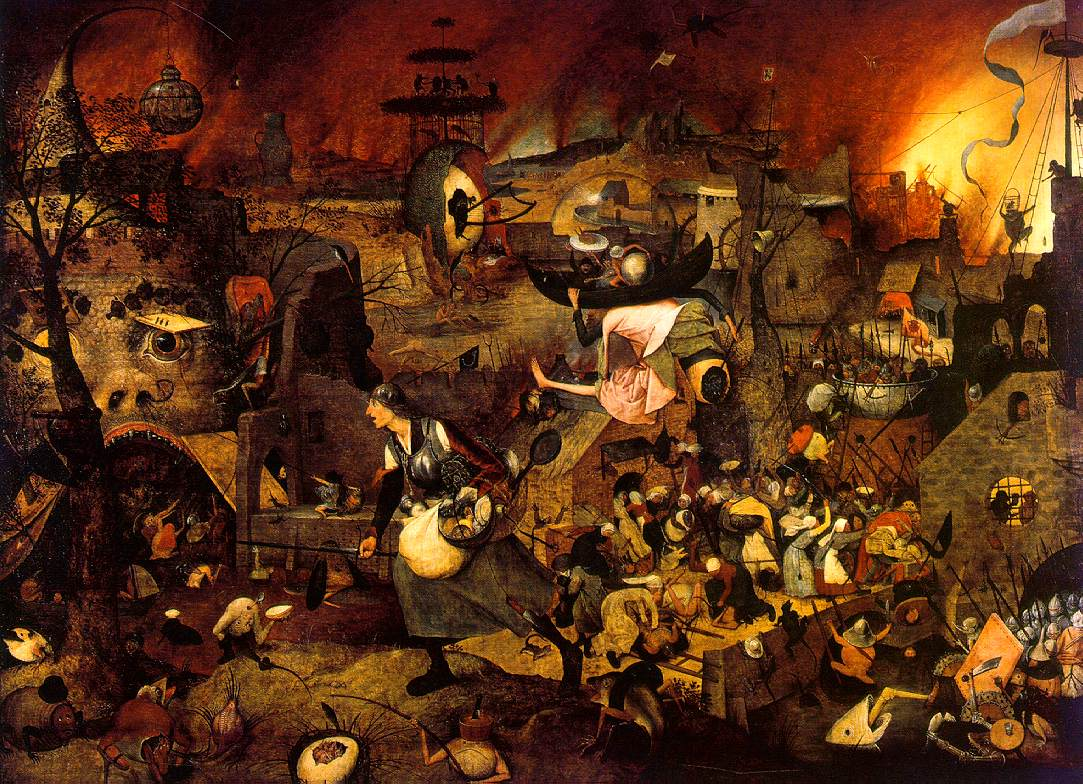
Pieter Bruegel de Oude. Dulle Griet. 1561. Antwerpen, Museum Mayer van den Bergh.

Hoewel Bosch bij leven een beroemd schilder was, werd hij relatief laat nagevolgd. De enige kunstenaars waar hij bij leven invloed op had, waren de prentkunstenaar Alaert du Hamel, een stadsgenoot van Bosch, die enkele gravures maakte naar zijn tekeningen, en de schilders Joachim Patinir en Jan de Cock.
Via Jan de Cock kwam het werk van Bosch onder de aandacht van de groep Antwerpse maniëristen, waartoe onder meer Pieter Coecke van Aelst, Peter Huys, Herri met de Bles, Marcellus Coffermans, Jan Mandijn en zijn leerling Gilles Mostaert (I) worden gerekend, die een oneindige reeks van kopieën en parafrases van zijn werk maakten. Tot deze groep behoort ook een anonieme meester, aan wie Bosch-kenner Gerd Unverfehrt onder meer de Antonius met monsters en het Laatste Oordeel-fragment in München toeschreef. Ook de Mechelse schilder Frans Verbeeck is door Bosch beïnvloed, en van de Duitse schilder Lucas Cranach is bekend dat hij werk van Bosch kopieerde. De bekendste navolger van Bosch was echter Pieter Bruegel de Oude, die zich niet alleen Bosch’ stijl eigen maakte, maar ook diens thematiek verder uitwerkte. Friedländer verklaarde deze korte, maar heftige herleving vanuit een fascinatie voor het absurde, waar rond het midden van de 16e eeuw aan de Europese hoven sprake van was.
In de Noordelijke Nederlanden is zijn invloed merkbaar in werken van onder meer Lucas van Leyden. Ook de De doornenkroning met stichtersportret, die mogelijk teruggaat op een verloren gegaan origineel van Bosch, is waarschijnlijk in Utrecht ontstaan. Maar de navolging zoals hij die kreeg in Antwerpen, heeft in het noorden nooit plaatsgevonden. Ook surrealistische schilders als Salvador Dalí, Max Ernst en Joan Miró zijn schatplichtig aan Jheronimus Bosch te noemen.

## Werk

### Schilderijen
Al vanaf het eind van de 19e eeuw wordt wetenschappelijk onderzoek gedaan naar het werk van Bosch. Bij gebrek aan technische hulpmiddelen werd aanvankelijk nauwelijks onderscheid gemaakt tussen authentiek werk en dat van navolgers. In de loop van de tijd vielen met behulp van moderne technieken als röntgenstraling en dendrochronologie een groot aantal werken van het Bosch-repertoire af, maar er kwamen er ook enkele bij, zoals de Verzoeking van de heilige Antonius in São Paulo. Uit dit geschuif met toeschrijvingen is een vrij heldere, vastomlijnde groep werken naar voren gekomen, die het kernoeuvre, de canon van Bosch vormt. Dit kernoeuvre kenmerkt zich door:
- grote, alleenstaande figuren of figuurgroepen in een soort schuldig landschap, waarin herinnerd wordt aan de slechtheid van de mens;[30]
- een – ook voor zijn tijd – ouderwetse, hoge horizon.[31]
- vervreemdende elementen, zoals monsters, vliegende vissen en uitvergrote flora en fauna; zijn bouwwerken en steden doen organisch aan, terwijl zijn natuur juist iets kunstmatigs heeft;[32] Deze vervreemdende elementen zijn ook wel in verband gebracht met mogelijk gebruik van doornappel, een plant die hij in elk geval wel heeft afgebeeld.[33]
- figuren met individuele gelaatstrekken;[34]
- spaarzaam materiaalgebruik en schilderijen met een tamelijk ruw oppervlak, waarin de verfstreken duidelijk zichtbaar zijn.

In de lijst hieronder zijn de werken opgenomen die aan deze criteria voldoen en die de juiste dendrochronologische datering bezitten. Zie voor alle schilderijen die in verband gebracht worden met Bosch het artikel Lijst van schilderijen van Jheronimus Bosch.
| Achterkant/buitenkant | Achterkant/buitenkant | Voorkant/binnenkant | Voorkant/binnenkant | Voorkant/binnenkant | Voorkant/binnenkant | Titel |
| --------------------- | --------------------- | ------------------- | ------------------- | ------------------- | ------------------- | --- |
|                       |                       |                     |                     |                     |                     | Kruisdraging |
|                       |                       |                     |                     |                     |                     | De tuin der lusten |
|                       |                       |                     |                     |                     |                     | Calvarie met schenker |
|                       |                       |                     |                     |                     |                     | Heilige Hiëronymus |
|                       |                       |                     |                     |                     |                     | Driekoningen-drieluik |
|                       |                       |                     |                     |                     |                     | Heilige Christoforus |
|                       |                       |                     |                     |                     |                     | Twee fragmenten van een altaarstuk (?): - Johannes de Doper in de wildernis - Johannes de Evangelist op Patmos |
|                       |                       |                     |                     |                     |                     | Verzoeking van de heilige Antonius |
|                       |                       |                     |                     |                     |                     | Vier fragmenten van een drieluik: - De Marskramer (buitenkant) - Het narrenschip (fragment linker binnenluik) - De allegorie op de gulzigheid (fragment linker binnenluik) - De dood van een vrek (rechter binnenluik) |
|                       |                       |                     |                     |                     |                     | Heremieten-drieluik |
|                       |                       |                     |                     |                     |                     | Drieluik van de gekruisigde martelares |
|                       |                       |                     |                     |                     |                     | Visioenen uit het hiernamaals |
|                       |                       |                     |                     |                     |                     | Zondvloed en hel |

### Schildertechniek
De schildertechniek die Jheronimus Bosch toepaste, week in grote lijnen niet wezenlijk af van die van zijn tijdgenoten. De afbeelding werd op een houten paneel geschilderd met olieverf. Oude inventarislijsten vermelden van zijn hand wel werken op linnen schilderdoek maar zo die al authentiek waren, zijn ze in ieder geval verloren gegaan. Het paneel werd van een schildersgrond of gesso op kalkbasis voorzien waarop weer een onderschildering werd aangebracht. Bij alle schilderijen waarvan de toeschrijving aan Bosch onbetwist is, werd het paneel gemaakt van eikenhout uit het Oostzeegebied — waarbij bedacht moet worden dat dit kenmerk ook weer een criterium is geweest om tot authenticiteit te besluiten.
De toenmalige technieken laten echter een zekere variatie aan schildermethoden toe waaruit Bosch een typische combinatie laat zien. Karel van Mander beschikte in 1604 kennelijk nog over informatie hoe Bosch te werk ging want hij vertelt in zijn Schilder-boeck dat deze werkte op een witte grondering waarop hij een transparante gekleurde grondlaag aanbracht. Zo'n grondlaag was dan met extra lijnolie aangelengd om hem doorzichtig te maken. Daarna volgden dunne lagen verf. Die lagen waren dekkender door een hoger gehalte aan kleurend pigment. Pigmenten en lijnolie werden in het atelier zelf van de schilder tot een verf gemalen. Modern onderzoek heeft aangetoond dat de grondering uit opvallend dunne laagjes bestaat. De onderschildering die de contouren van de voorstelling aangaf, was met een penseel aangebracht. Correcties in de afbeelding ofwel pentimenti, zijn vaak nog te zien als een door de bovenste verflagen heen schemerende oorspronkelijke onderschildering. Met een röntgenfoto kan tegenwoordig de hele onderschildering weer zichtbaar gemaakt worden. Heel kenmerkend voor Bosch is het als een eindbewerking aanbrengen van hoogsels door middel van een dikkere toets of impasto van dekkend loodwit. Die hoogsels zijn vaak gevormd als witte stippellijntjes of arceringen die de belichting en vorm van de afgebeelde objecten en figuren accentueren. De witte hoogsels maken een nog opvallender deel uit van de in grijstinten geschilderde panelen, de grisailles.
Het "palet" van Bosch — waarmee we zowel de kleurkeuze of het coloriet als zodanig kunnen bedoelen als de gebruikte pigmenten — was opnieuw niet heel afwijkend. De verzadiging varieerde van zeer gering, bij de grisailles waarvan het immers kenmerkend is dat bonte kleuren ontbreken, tot aanzienlijk zoals bij de kleurrijke Tuin der Lusten. De pigmenten werden gekozen uit een standaardreeks die bijna iedere schilder toepaste omdat rond 1500 maar een beperkt aantal substanties bekend was dat als kleurend bestanddeel in olieverf verwerkt kon worden. In 2014 werden de resultaten gemeld van microscopisch onderzoek naar de pigmenten in de originele verflagen van het Weense Laatste Oordeel dat door veel experts aan Bosch wordt toegeschreven. Als zwart was lampenzwart aanwezig, dus roet. Het wit is loodwit. Voor de gelen werd gele oker en het fellere loodtingeel gebruikt. Het groen bestaat uit koperresinaat, het blauw uit azuriet. Rode tinten werden geleverd door rode oker, het fellere vermiljoen en het meer naar roze zwemende kermes.

## Vernoeming
- Planetoïde 24999 is naar Bosch vernoemd en heet Hieronymus.

## Media
Ter gelegenheid van de 500ste verjaardag van zijn sterfdag kreeg hij een hoofdrol in het stripverhaal De bibberende Bosch van Suske en Wiske
- Auckland Art Gallery Toi o Tāmaki: 2380
- Bibsys: 90141145
- Biblioteca Nacional de España: XX819980
- Bibliothèque nationale de France: cb12397425z (data)
- Biografisch Portaal: 46001427
- Catàleg d'autoritats de noms i títols de Catalunya: 981058511710706706
- CiNii: DA00371294
- Digitale Bibliotheek voor de Nederlandse Letteren: bosc042
- Gemeinsame Normdatei: 11851380X
- International Standard Name Identifier: 0000 0001 2102 478X
- KulturNav: d4a504a7-18c3-4abb-9b6c-14f416c077a0
- Library of Congress Control Number: n79004071
- Nationale Bibliotheek van Letland: 000145645
- MusicBrainz: 34febbcd-dd4a-4c39-8c4a-6df89661e986
- Bibliotheek van het Japanse parlement: 00433917
- Nationale Bibliotheek van Tsjechië: jn19990000953
- Nationale bibliotheek van Australië: 35020462
- Nationale Bibliotheek van Israël: 987007258930405171
- Nationale Bibliotheek van Polen: a0000001185222
- Nationale en Universitaire bibliotheek Zagreb: 000050741
- Nederlandse Thesaurus van Auteursnamen: 068490380
- RKD-Nederlands Instituut voor Kunstgeschiedenis: 11018
- Istituto Centrale per il Catalogo Unico: CFIV101983
- LIBRIS: 178755
- SNAC: w6xk8gs6
- Système universitaire de documentation: 02727280X
- Trove: 794704
- Union List of Artist Names: 500000759
- Virtual International Authority File: 76401424
- WorldCat: E39PBJkMPtvdqJFhDCBVJ3FR8C